# Satu Barbă
Satu Barbă – wieś w Rumunii, w okręgu Bihor, w gminie Abram. W 2011 roku liczyła 274
mieszkańców.